# Asweiler
Asweiler ist ein Ortsteil (Gemeindebezirk) der saarländischen Gemeinde Freisen im Landkreis St. Wendel. Bis Ende 1973 war Asweiler eine eigenständige Gemeinde. Der Freisbach (Nahe) fließt durch den Ort.

## Geschichte
Asweiler wurde erstmals in einer Bürgschaftsurkunde von 1411 erwähnt. Von 1933 bis 1949 war Asweiler mit dem benachbarten Eitzweiler zur Gemeinde Asweiler-Eitzweiler zusammengeschlossen.
Von 1817 bis 1937 gehörte Asweiler zum oldenburgischen Fürstentum Birkenfeld, dann bis 1947 zum Landkreis Birkenfeld und seitdem zum Saarland.
Im Rahmen der saarländischen Gebiets- und Verwaltungsreform wurde die bis dahin eigenständige Gemeinde Asweiler am 1. Januar 1974 der Gemeinde Freisen zugeordnet.

## Politik

### Ortsvorsteher
- Wolfgang Waldenberger (SPD)

### Ortsrat
- 8 Sitze (7 SPD, 1 CDU)

## Wirtschaft und Infrastruktur
Von 1936 bis zur Stilllegung 1966 hatte Asweiler eine Bahnstation an der Bahnstrecke Türkismühle–Kusel.